# Mugam

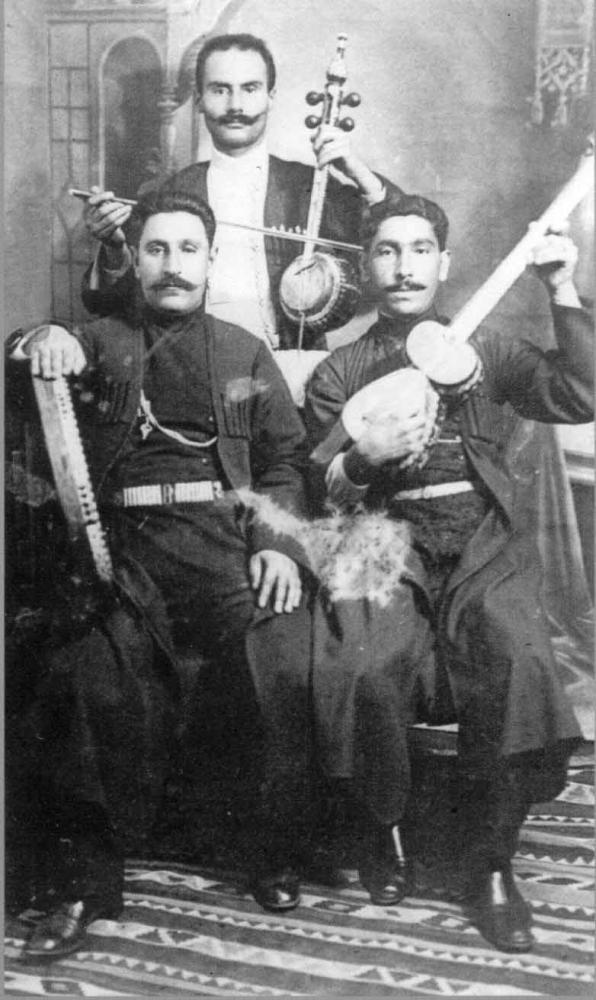
Azerscy artyści mugamu: Məşədi Məmməd Fərzəliyevin, Qurban Pirimov (tar), Sandro (kamancza), 1911

Mugam – tradycyjna azerska forma muzyczna, charakteryzująca się silnym stopniem improwizacji, wpisująca się w tradycje perskiego i arabskiego makamu.
Nagranie mugamu znalazło się na dyskach Voyager Golden Record umieszczonych na dwóch sondach wystrzelonych w kosmos przez NASA w 1977 w ramach programu Voyager.
W 2003 roku azerbejdżański mugam został proklamowany arcydziełem ustnego i niematerialnego dziedzictwa ludzkości a w 2005 roku wpisany na listę niematerialnego dziedzictwa UNESCO.

## Opis
Mugam jest tradycyjną azerską formą muzyczną wykształconą z połączenia elementów muzyki perskiej, arabskiej i tureckiej. Wpisuje się w tradycje perskiego i arabskiego makamu. Cechą charakterystyczną mugamu jest silny element improwizacji szoba, po którym następuje tradycyjny śpiew tasnif i część taneczna rang. 
Istnieje w formie wokalnej, instrumentalnej lub wokalno-instrumentalnej. Zwykle wykonywany jest przez tria: śpiewaka grającego na dafie – rodzaju tamburyna, któremu akompaniują instrumentaliści na tarze – rodzaju 11-strunowej lutni i kamanczach – rodzaju 4-strunowych spiczastych skrzypiec. Uważany jest za klasyczną muzykę Azerbejdżanu.
Wyróżnia się siedem form mugamu ze względu na uczucia jakie ma budzić w słuchaczach: rast ma dodawać odwagi i radości, szur jest liryczny, sega – miłosny, bajati-sziraz – smutny, czacharga ma budzić pasję i zaangażowanie, szusztar – głęboki smutek a humajun – bardzo głęboki smutek. 
Sztuka mugamu przykazywana jest ustnie z mistrza na ucznia – nie istniały transkrypcje mugamu. W przeszłości mugam był głównie wykonywany podczas azerbejdżańskiej tradycyjnej uczty weselnej toj oraz podczas kameralnych spotkań intelektualistów i artystów, tzw. madżlis. Mugam był również popularny wśród wyznawców sufizmu. Sztuka mugamu ucierpiała w okresie przynależności Azerbejdżanu do ZSRR a jej charakter zaczął zmieniać się pod wpływem muzyki zachodniej.   
W XX wieku wielu muzyków eksperymentowało, łącząc mugam z tradycją zachodnią, m.in. Üzeyir Hacıbəyov (1885– 1948) stworzył mugam-operę Leyli və Məcnun (1908) a Niyazi skomponował mugam-symfonię Rast (1949).      
Nagranie mugamu znalazło się na dyskach Voyager Golden Record umieszczonych na dwóch sondach wystrzelonych w kosmos przez NASA w 1977 w ramach programu Voyager.
W 2003 roku mugam został proklamowany arcydziełem ustnego i niematerialnego dziedzictwa ludzkości a w 2005 roku wpisany na listę niematerialnego dziedzictwa UNESCO.